# Амосов, Василий Матвеевич
Васи́лий Матве́евич Амо́сов (1902 — 1986, Златоуст, Челябинская область) — металлург, сталевар, новатор производственного процесса, зачинатель соцсоревнования за скоростное сталеварение.

## Биография
Принимал участие в Гражданской войне, выступая на стороне Красной Армии. Член КПСС с 1932 года.
Трудовая деятельность проходила в Донецке, на Юзовском металлургическом заводе. Первым сумел опередить по скорости известного Макара Мазая.
В Златоуст переехал в 1941 году — в период эвакуации. Будучи сталеваром мартеновского цеха Златоустовского металлургического завода, впервые стал плавить высоколегированную сталь в большегрузной мартеновской печи. Его метод вскоре вошёл в практику не только на уральских предприятиях, но и на заводах в других регионах страны. Результат такого ударного труда — 30 тыс. тонн стали, выплавленных сверх нормы во время войны.

## Награды
- Орден Ленина
- Орден Трудового Красного Знамени